# 中島爾
中島 爾（なかじま みつる、1921年11月29日 - 2004年9月1日 ）は、日本の経営者。日本触媒社長を務めた。

## 来歴・人物
京都府出身。1944年に京都帝国大学工学部を卒業し、1949年に日本触媒化学工業(のちの日本触媒)に入社。1967年7月に取締役に就任し、1973年8月に常務、1979年2月に専務を経て、1984年2月には副社長に就任し、1986年2月には社長に昇格。1990年2月には会長に就任。
1984年4月に藍綬褒章を受章し、1995年11月に勲三等瑞宝章を受章。
2004年9月1日肺炎のために死去。82歳没。